# Martin Chakkoum
Martin Lioutsianovitch Chakkoum (en russe : Мартин Люцианович Шаккум), né le 21 septembre 1951 à Krasnogorsk, est un économiste et homme politique russe.

## Biographie
Martin Lioutsianovitch Chakkoum naît le 21 septembre 1951 à Krasnogorsk, à proximité de Moscou. il est diplômé en économie.
Il se présente comme candidat lors de l'élection présidentielle russe de 1996 et obtient 277 068 voix, soit 0,4 % des suffrages, ce qui ne le qualifie pas pour le second tour. Il est désigné comme « communo-patriote ».
Il est élu en décembre 1999 à la Douma d'État puis de nouveau en 2003, 2007, 2011 et 2016.